# Valdunquillo
Valdunquillo est une commune de la province de Valladolid dans la communauté autonome de Castille-et-León en Espagne.

## Sites et patrimoine
Les édifices notables de la commune sont :
- Église Saint-Pierre (es) (Iglesia de San Pedro), ancien couvent de la Merced (Convento de la Merced).
- Église Santa María.
- Palais des ducs de Alba.

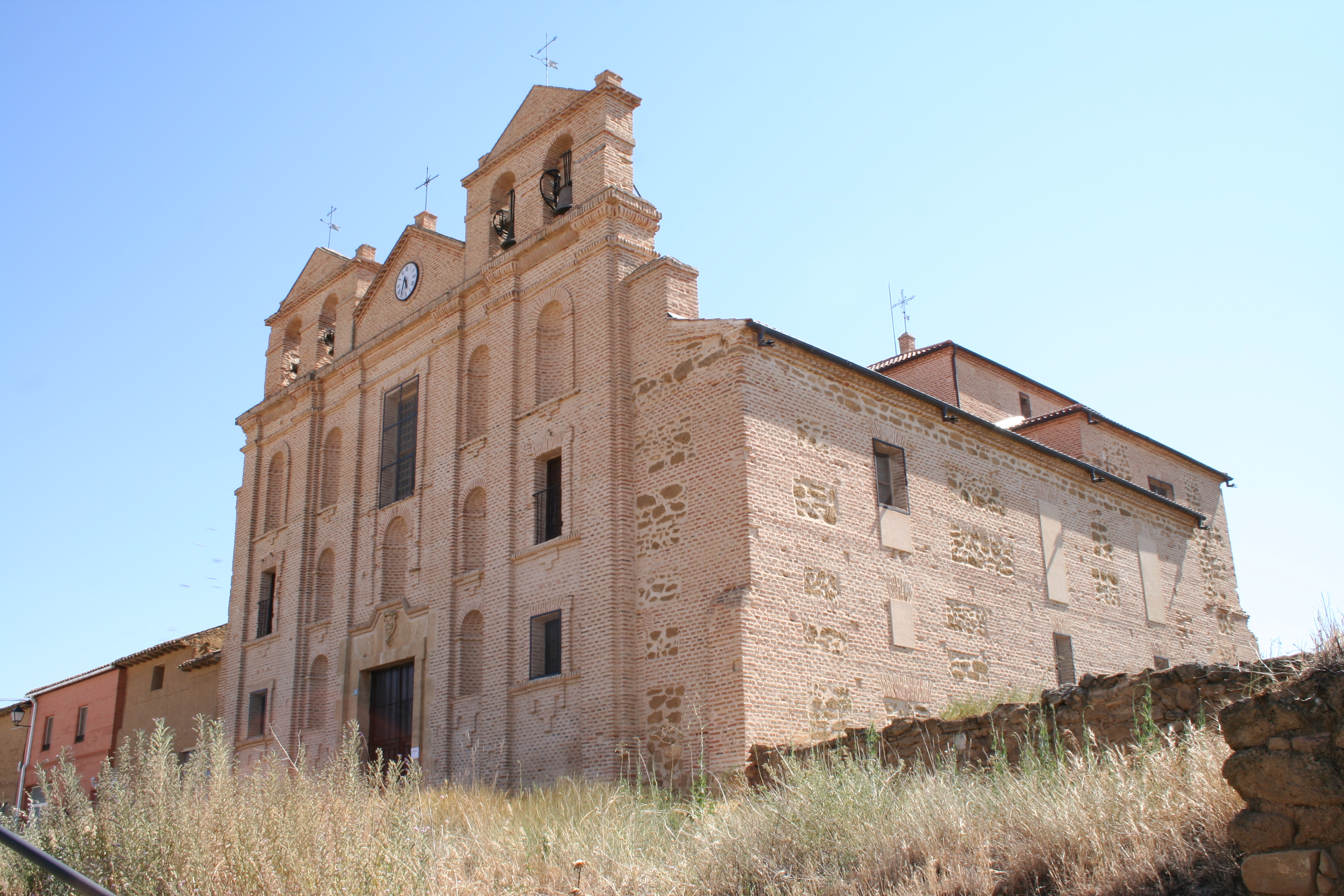
Église Saint-Pierre.
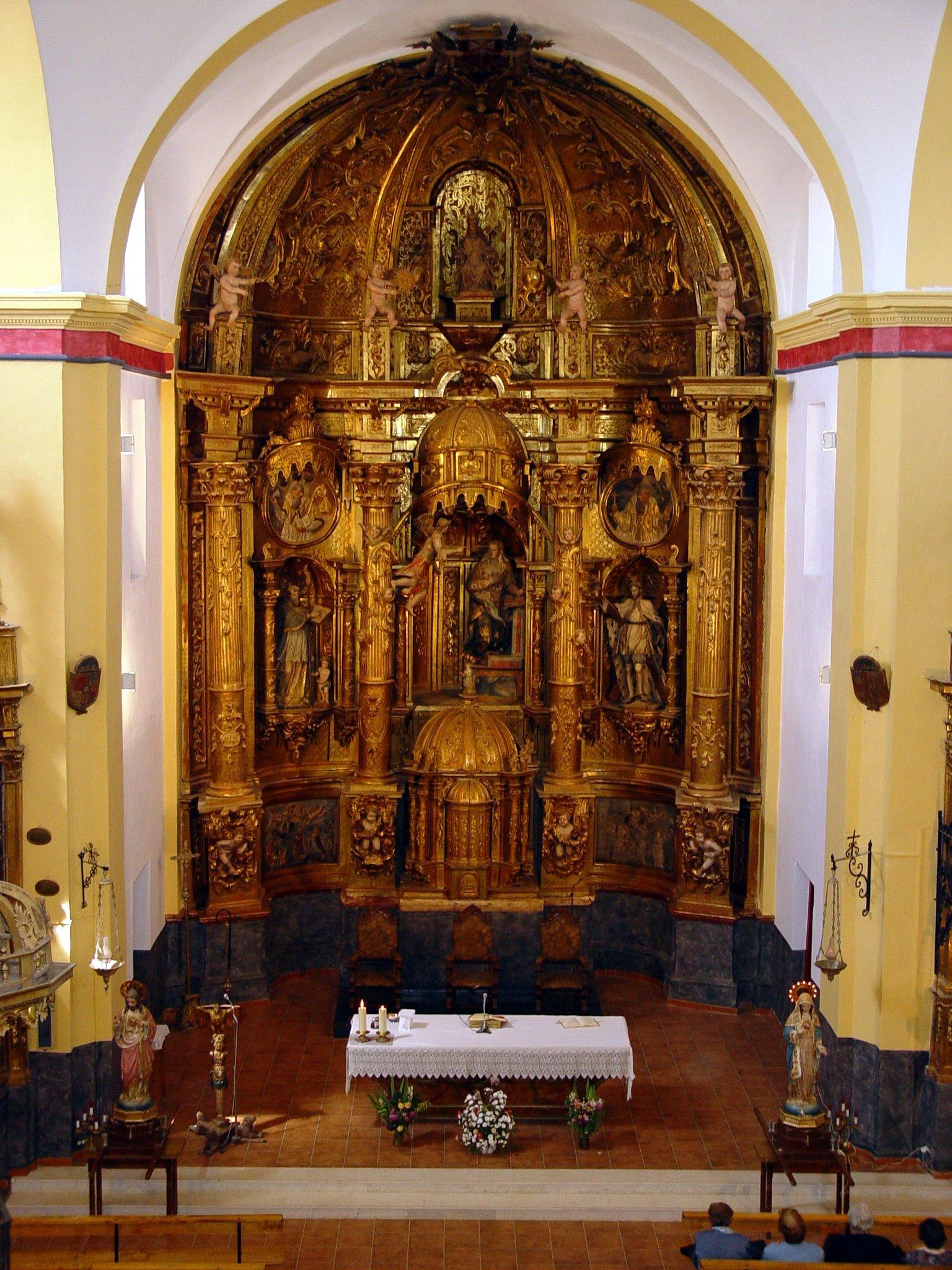
Église Saint-Pierre.
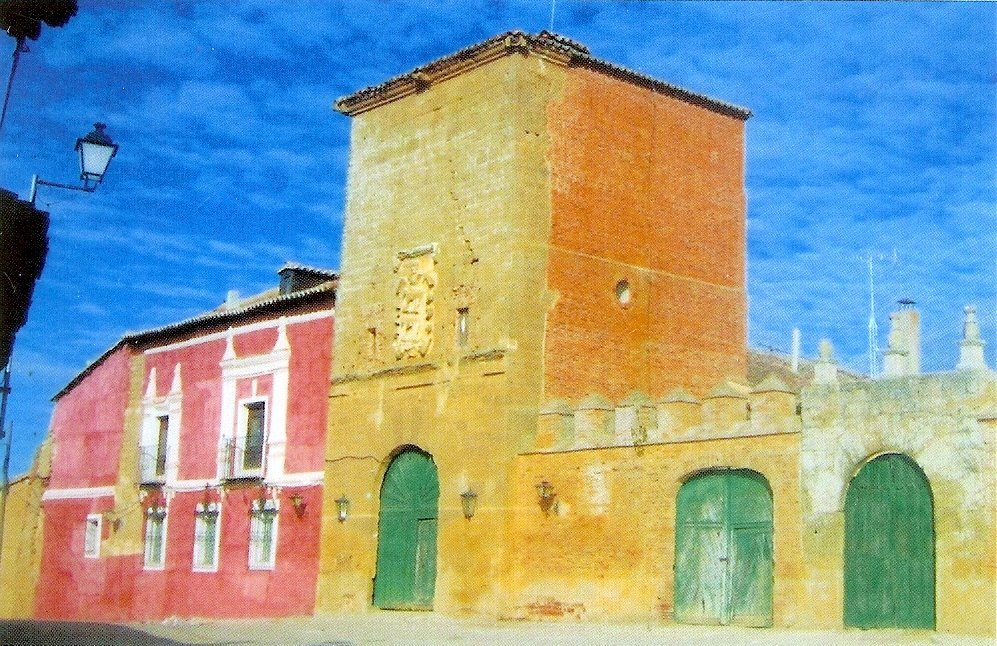
Palais des ducs de Alba.